# Свидетел на обвинението (филм, 1957)
Вижте пояснителната страница за други значения на Свидетел на обвинението.
„Свидетел на обвинението“ (на английски: Witness for the Prosecution) е американски съдебен филм от 1957 година на режисьора Били Уайлдър.
Сценарият на Лари Маркъс, Били Уайлдър и Хари Кърниц се основава на едноименен разказ и пиеса на Агата Кристи и разказва за съдебния процес срещу човек, обвинен в убийство. Главните роли се изпълняват от Тайрън Пауър, Марлене Дитрих и Чарлз Лотън.

## Сюжет
Внимание:  Текстът по-долу разкрива сюжета на произведението (или части от него)!
Сър Уилфрид Робъртс (Чарлз Лотън) е тежко болен адвокат, на когото лекарите са забранили да се занимава с наказателни дела.
Но когато колегата му Мейхю води в дома му заподозрения в убийство Ленард Воул (Тайрън Пауър), Робъртс напълно повярва в неговата невинност. Алибито му може да бъде потвърдено само от жена му Кристин Воул (Марлене Дитрих), затова перспективата за оправдателна присъда изглежда невероятна. Още при първата им среща става ясно, че убитата Емили Джейн Френч (Норма Варден) е завещала на г-н Воул цяло състояние. Мотивът за убийството е очевиден. Робъртс, въпреки предписанията на лекарите, се заема със защитата на Ленард Воул.
В хода на съдебното дело Кристин Воул неочаквано свидетелства в полза на обвинението, но е разобличена от сър Робъртс като лъжкиня. Ленард Воул е оправдан, но нещо притеснява стария адвокат.

## В ролите
| Актьор          | Роля                                     |
| --------------- | ---------------------------------------- |
| Чарлз Лотън     | сър Уилфрид Робъртс                      |
| Тайрън Пауър    | Ленард Воул                              |
| Марлене Дитрих  | Кристин Воул                             |
| Елза Ланчестър  | г-жа Плимсол                             |
| Уна О'Конър     | Джанет Маккензи, икономка на мисис Френч |
| Джон Уилямс     | адвокат Броган Мур                       |
| Торин Тачър     | г-н Майерс, държавен обвинител           |
| Нора Варден     | г-ца Емили Джейн Френч                   |
| Хенри Даниел    | адвокат Мейхю                            |
| Френсис Комптън | съдията                                  |
| Филип Тонг      | инспектор Хирн                           |

## Награди и номинации
За участието си в „Свидетел на обвинението“ Елза Ланчестър получава наградата „Златен глобус“ за поддържаща женска роля. Филмът е номиниран за още четири награди „Златен глобус“, както и за шест награди „Оскар“.
| Награди и номинации                                 | Награди и номинации              | Награди и номинации       | Награди и номинации                                  | Награди и номинации |
| Награда                                             | Категория                        | Име                       | Резултат                                             |                     |
| --------------------------------------------------- | -------------------------------- | ------------------------- | ---------------------------------------------------- | ------------------- |
| награди „Оскар“-1958                                | най-добър филм                   | „Свидетел на обвинението“ | номинация                                            |                     |
| награди „Оскар“-1958                                | най-добър режисьор               | Били Уайлдър              | номинация                                            |                     |
| награди „Оскар“-1958                                | най-дъбър актьор                 | Чарлз Лотън               | номинация                                            |                     |
| награди „Оскар“-1958                                | най-добра поддържаща женска роля | Елза Ланчестър            | номинация                                            |                     |
| награди „Оскар“-1958                                | най-добър монтаж                 | Даниел Мендел             | номинация                                            |                     |
| награди „Оскар“-1958                                | най-добър звук                   | Гордън Сойер              | номинация                                            |                     |
| награди „Златен глобус“-1958                        | най-добър драматичен филм        | „Свидетел на обвинението“ | номинация                                            |                     |
| награди „Златен глобус“-1958                        | най-добър режисьор               | Били Уайлдър              | номинация                                            |                     |
| награди „Златен глобус“-1958                        | най-добър драматичен актьор      | Чарлз Лотън               | номинация                                            |                     |
| награди „Златен глобус“-1958                        | най-добра драматична актриса     | Марлене Дитрих            | номинация                                            |                     |
| награди „Златен глобус“-1958                        | най-добра поддържаща женска роля | Елза Ланчестър            | награда „Златен глобус“                              |                     |
| награди „BAFTA“-1959                                | най-добър чуждестранен актьор    | Чарлз Лотън               | номинация                                            |                     |
| награди „Давид на Донатело“-1958                    | най-добър чуждестранен актьор    | Чарлз Лотън               | награда „Давид на Донатело“ (заедно с Марлон Брандо) |                     |
| награди на Гилдията на американските режисьори-1958 | най-добър режисьор               | Били Уайлдър              | номинация                                            |                     |
| награди „Едгар Алан По“-1958                        | най-добър филм                   | „Свидетел на обвинението“ | номинация                                            |                     |